# Dobříň
Dobříň – gmina w Czechach, w powiecie Litomierzyce, w kraju usteckim. Według danych z dnia 1 stycznia 2014 liczyła 550 mieszkańców.
W miejscowości jest przystanek kolejowy Dobříň.